# Comisión Nacional Deportiva Estudiantil de Instituciones Privadas
Para la competencia de fútbol americano véase Comisión Nacional Deportiva Estudiantil de Instituciones Privadas (fútbol americano)
La Comisión Nacional Deportiva Estudiantil de Instituciones Privadas (CONADEIP) es una Asociación Civil sin fines de lucro, que reúne a las instituciones educativas privadas en México para el fomento de la práctica deportiva entre sus estudiantes.

## Historia
El 14 de enero de 1983 en la Ciudad de México se reunieron los representantes de 18 instituciones para formalizar a la CONADEIP como asociación civil. El acta constitutiva fue firmada por representantes del ITESM campus Laguna, Universidad del Valle de México (UVM) campus Centro, U. del Valle de Atemajac (UNIVA) Guadalajara, U. Panamericana (UP) campus México, ITESM campus Estado de México, U. Regiomontana (UR) Monterrey, U. de Monterrey (UDEM), UIA campus México, ITESM campus Monterrey, UT México, U. Popular Autónoma del Estado de Puebla (UPAEP), ISEC México, Instituto de Ciencias (I. de C.) Guadalajara, ITESM campus Querétaro, U. de las Américas (UDLA) Puebla, Instituto Tecnológico y de Estudios Superiores de Occidente (ITESO) Guadalajara, ITESM campus Morelos y la U. Tecnológica de México (UNITEC).